# 周菲戈
周菲戈（2002年7月17日—），中国大陆流行男歌手，畢業於浙江艺术职业学院。

## 經歷
2022年，周菲戈参加《2022中国好声音》，最終成為廖昌永／李玟戰隊亚军，而節目中李玟曾為他面臨高分卻遭到淘汰的不公平規則而抱打不平，當眾大罵節目組「为什么73分的有第二次机会？88.3的没有第二次机会，导演可以解释一下吗？这个公道吗？」，最終令節目組讓步，讓他在「五強爭霸」環節中參與「終極考核」
環節，讓7位尚未能晉級總決賽的11強學員均能公開競逐總決賽的第五個席位。2023年，以特邀歌手的身份參加《聲生不息·寶島季》，先後與魏如萱合唱《再見！我的愛人》，以及與艾薇合唱《遲到》。